# فرانکو ماریا مالفاتی
فرانکو ماریا مالفاتی (انگلیسی: Franco Maria Malfatti; زاده ۱۳ ژوئن ۱۹۲۷ – درگذشته ۱۰ دسامبر ۱۹۹۱) سیاست‌مدار اهل ایتالیا بود.
فرانکو ماریا مالفاتی در ۱۰ دسامبر ۱۹۹۱، در سن ۶۴ سالگی درگذشت.